# Can Pasqual (Esparreguera)
Can Pasqual és una casa d'Esparreguera inclosa en l'Inventari del Patrimoni Arquitectònic de Catalunya.

## Descripció
És un habitatge estructurat en planta baixa, pis i golfes. Les obertures estan disposades de forma regular. A la planta baixa hi trobem l'entrada, una porta d'arc escarser flanquejada per dues grans finestres allindades. Al primer pis hi ha quatre balcons, alineats amb les anteriors obertures, amb les obertures rematades per un frontó triangular d'inspiració clàssica. Les obertures de les golfes són petites finestres emmarcades per pilastres d'estil jònic. La divisió entre pisos està remarcada per sanefes de tipus vegetal al primer pis i una motllura estriada entre el segon i les golfes. La coberta és a dues aigües rematada per un ràfec de teula àrab. L'interior apareix ornamentat amb pilastres, escuts d'armes de pedra, denotant un caràcter clàssic.

## Història
Es tenen notícies que diuen que s'hi allotjà Alfons XIII i un ministre d'estat. Ha estat reformada en diverses ocasions, l'última vegada va ser l'any 1896.